# Viesville
Viesville is een dorp in de Belgische provincie Henegouwen, en een deelgemeente van de Waalse gemeente Pont-à-Celles. Viesville was een zelfstandige gemeente, tot die bij de gemeentelijke herindeling van 1977 toegevoegd werd aan de gemeente Pont-à-Celles.

## Bezienswaardigheden
- De Sint-Joriskerk (Église Saint-Georges) is een 16e-eeuws gotisch kerkgebouw. In de daaropvolgende eeuwen vonden herstellingen en uitbreidingen plaats. In 1891 gebeurde dit in neogotische stijl.
- De Onze-Lieve-Vrouw-van-het-Heilig-Hartkerk (Église Notre-Dame du Sacré-Coeur) is een neogotisch kerkgebouw van 1898, gebouwd voor de gehuchten Petits-Sarts en Grands-Sarts en gelegen in de Rue Armand Wolff. De kerk werd onttrokken aan de eredienst en omgevormd tot een appartementengebouw met behoud van de toren.

## Natuur en landschap
In Viesville liggen de natuurgebieden Étang du Lonoy en Biernimont die worden beheerd door Natagora.. De plaats ligt nabij het Kanaal Charleroi-Brussel. De hoogte aan de kerk bedraagt 134 meter.

## Demografische ontwikkeling
- Bronnen:NIS, Opm:1831 tot en met 1970=volkstellingen

## Transport
Vlak bij het dorp ligt het Kanaal Charleroi-Brussel en het riviertje de Tintia. De autosnelweg de E42 doorkruist het dorp via het viaduct van Viesville (lengte 550 meter).

## Nabijgelegen kernen
Luttre, Thiméon, Sart-les-Moines